# Årets Näverlur
Årets Näverlur är ett svenskt kulturpris, instiftat 2005.
Årets Näverlur är ett pris som årligen utdelas till en i Norden verksam person eller grupp, som på ett speciellt sätt främjat vallmusik, blåsmusik, lurspel, kulning och till viss del även andra instrument förekommande i den nordiska folkmusiktraditionen. Priset är utformat av lurmakaren Jan Nordkvist. Det utdelas sedan 2005 av Rune Seléns kulturfond, som grundades samma år för att hedra den framstående näverlurmakaren Rune Selén och slå vakt om bortdöende gamla nordiska folkmusiktraditioner samt hantverkskunnandet i tillverkningen och användandet av dessa instrument och musikformer. Fonden grundades av Salomon Helperin, Åke Edefors och Ann-Marie Sundberg och verksamheten finansieras av Riksförbundet för Folkmusik och Dans, som också är fondens förvaltare. 
Priset utdelades tidigare i Kungliga Musikaliska Akademiens hus i Stockholm men delas sedan 2012 ut vid en konsert på Göteborgsoperan i augusti i samband med Göteborgs kulturkalas. I konserterna medverkar oftast bland andra pristagaren, Västsvenskt hornforum, Västgöta lurblåsare och musiker från Göteborgsoperans orkester. I anslutning till prisutdelningen arrangerar kulturfonden även kurser för allmänheten inom musikformerna i samverkan med Riksförbundet för Folkmusik och Dans, Riksförbundet Unga Musikanter, Sveriges Orkesterförbund, Kultur i Väst och Göteborgs kulturkalas. 

## Pristagare
- 2005 – Urban Agnas
- 2006 – Sven Berger
- 2007 – Ib Lanzky Otto
- 2008 – Ale Möller
- 2009 – Annamia Larsson
- 2010 – Frøydis Ree Wekre
- 2011 – Trumpetstämman i Kungliga Filharmoniska Orkestern (tilldelades varsin näverlur vid en konsert i Kungsträdgården)
- 2012 – Dan Hjalmarsson
- 2013 – Nils Landgren
- 2014 – Hildegunn Øiseth
- 2015 – Simon Stålspets
- 2016 – Torkel Johansson
- 2017 – John Erik Eggens
- 2018 – Bernt Lindström
- 2019 -  Kerstin Sonnbäck
- 2020 - Sissel Morken Gullord
- 2021 - Jennie Tiderman-Österberg
- 2022 – Anna Aronsson
- 2023 – Börs Anders Öhman
- 2024 – Melker Brodin